# Cyclisme au Québec
Le cyclisme au Québec a fait son apparition dans la deuxième moitié du XIXe siècle et n'a cessé depuis de se développer, que ce soit en tant que pratique sportive ou comme moyen de transport. 96% des Québécois auraient fait du vélo au moins une fois dans leur vie et environ 54% auraient pratiqué cette activité en 2020. Cette année-là, le nombre de cyclistes est estimé à 4,5 millions. Selon un sondage Léger mené en 2021, le cyclisme sur route serait le deuxième sport le plus populaire au Québec derrière la randonnée pédestre et devant la natation.

## Histoire

### 1870 à 1900: engouement pour la bicyclette

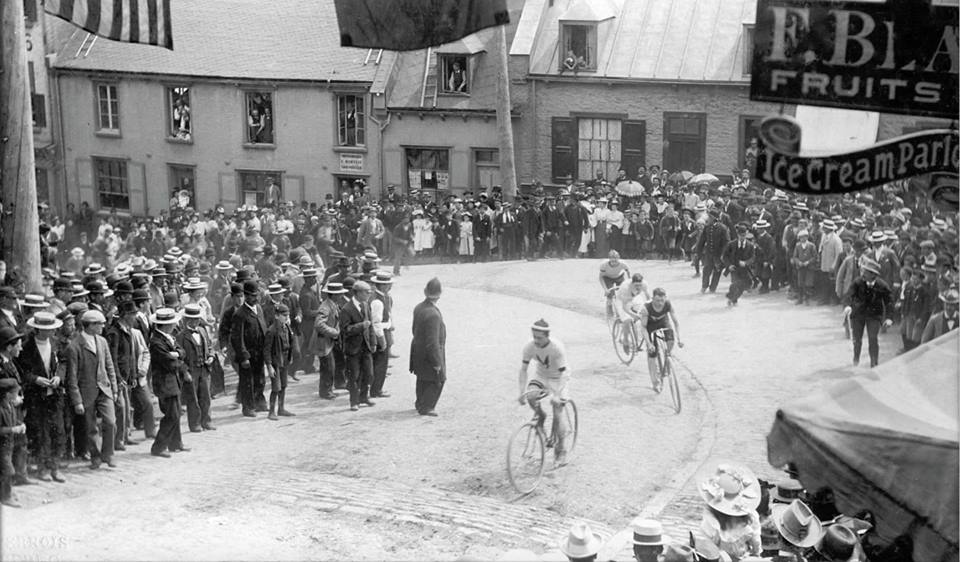
Course dans la côte de la Montagne à Québec le 1 juillet 1896.

La première démonstration publique du vélocipède, apparu en Europe dès le début du XIXe siècle, s'est déroulée le 27 octobre 1868 sur la terrasse Durham à Québec. Le vélocipède fut fabriqué par le voiturier Édouard Gingras à partir des plans de l'inventeur Cyrille Duquet. La « vélocipémanie » se propage rapidement à l'ensemble du Québec : plusieurs brevets sont déposés, des écoles de conduite sont ouvertes et des courses sont organisées. Le 14 avril 1869, Cyrille Duquet devient le premier champion québécois de vélocipède. Bien qu'on entrevoit déjà son potentiel en tant que moyen de transport, une bicyclette coûte approximativement le salaire annuel moyen d'un ouvrier, ce qui la rendra inaccessible encore quelques années. La première piste cyclable de Montréal est ouverte en 1874. Elle est suivie de la voie cyclable du tout nouveau parc du Mont-Royal en 1876. La ville sera l'hôte des Championnats du monde de cyclisme sur piste en août 1899.
La bicyclette est l'une des rares activités physiques importées au Québec depuis la France, puisque le sport au Québec s'est développé principalement après le Régime français. L'historien du sport québécois Donald Guay souligne que c'est « sous l'influence française que se fait l'intégration du vélocipède au Québec alors que la plupart des autres activités physiques, comme les régates, la boxe et les courses de chevaux sont introduites par des Anglo-Saxons. »

### 1910 à 1940: démocratisation et développement comme sport

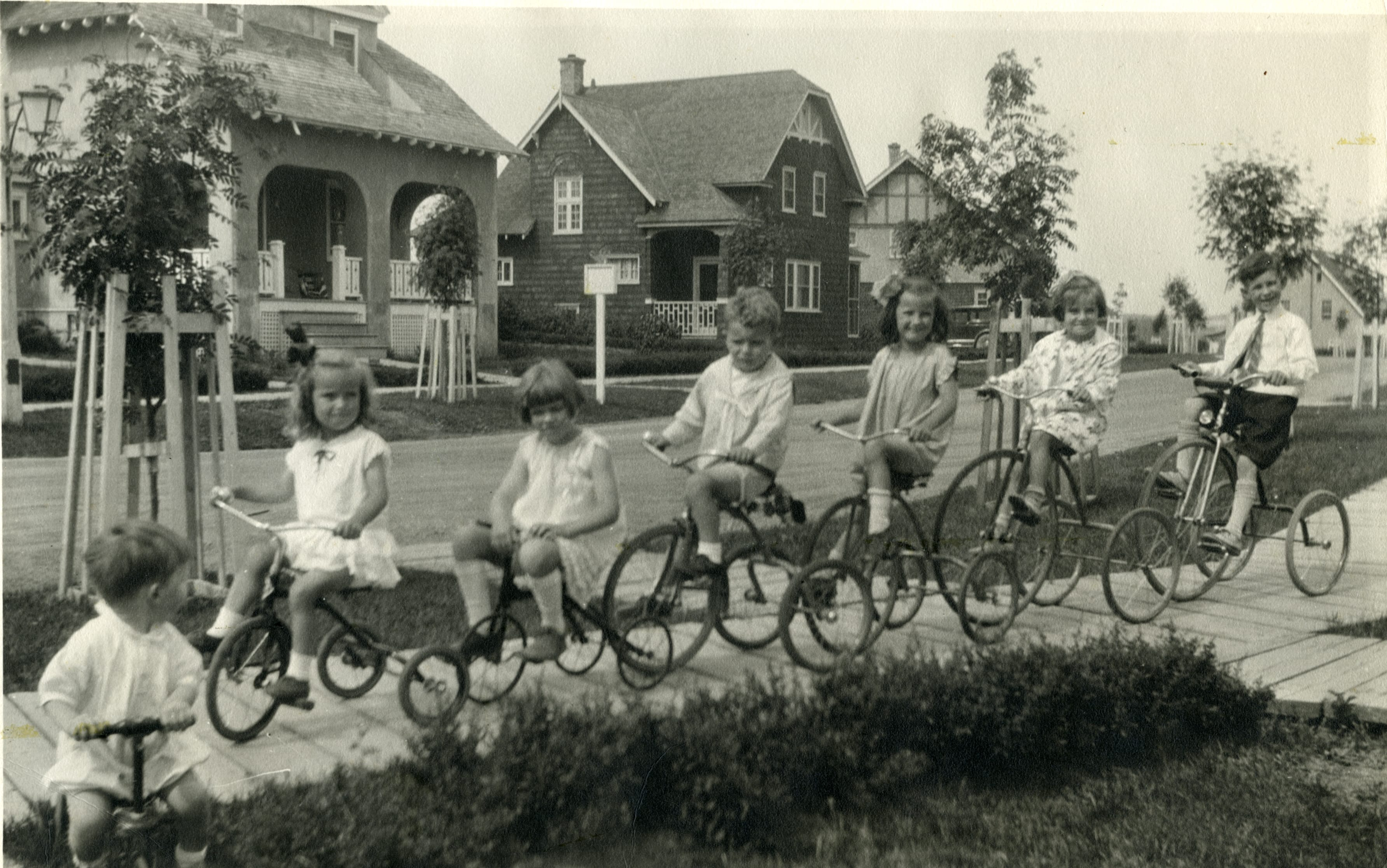
Enfants à bicyclette à Alma vers 1930.

Le cyclisme perd légèrement en popularité au tout début du XXe siècle en raison de l'arrivée de l'automobile. Toutefois, l'achat d'une bicyclette est devenu plus accessible. C'est en 1911 qu'immigre au Québec celui qui sera plus tard surnommé le « papa des cyclistes » québécois. Louis Quilicot sera une figure de proue des débuts du cyclisme au Québec. En 1915, il fonde « Bicycles Quilicot », le premier magasin spécialisé en cyclisme à Montréal. En 1929, un vélodrome est construit au parc Jarry; des courses se déroulent également au forum de Montréal. Les compétitions cyclistes attirent autant sinon plus de spectateurs que le hockey sur glace durant la période de l'entre-deux-guerres. Une nouvelle génération de cyclistes québécois fait sa marque à l'international, parmi laquelle se trouvent Henri Lepage, Pierre Gachon et Jules Audy. La popularité du sport diminuera à nouveau à partir de la Seconde Guerre mondiale.

### 1970 à 2000: création d'infrastructures et d'événements

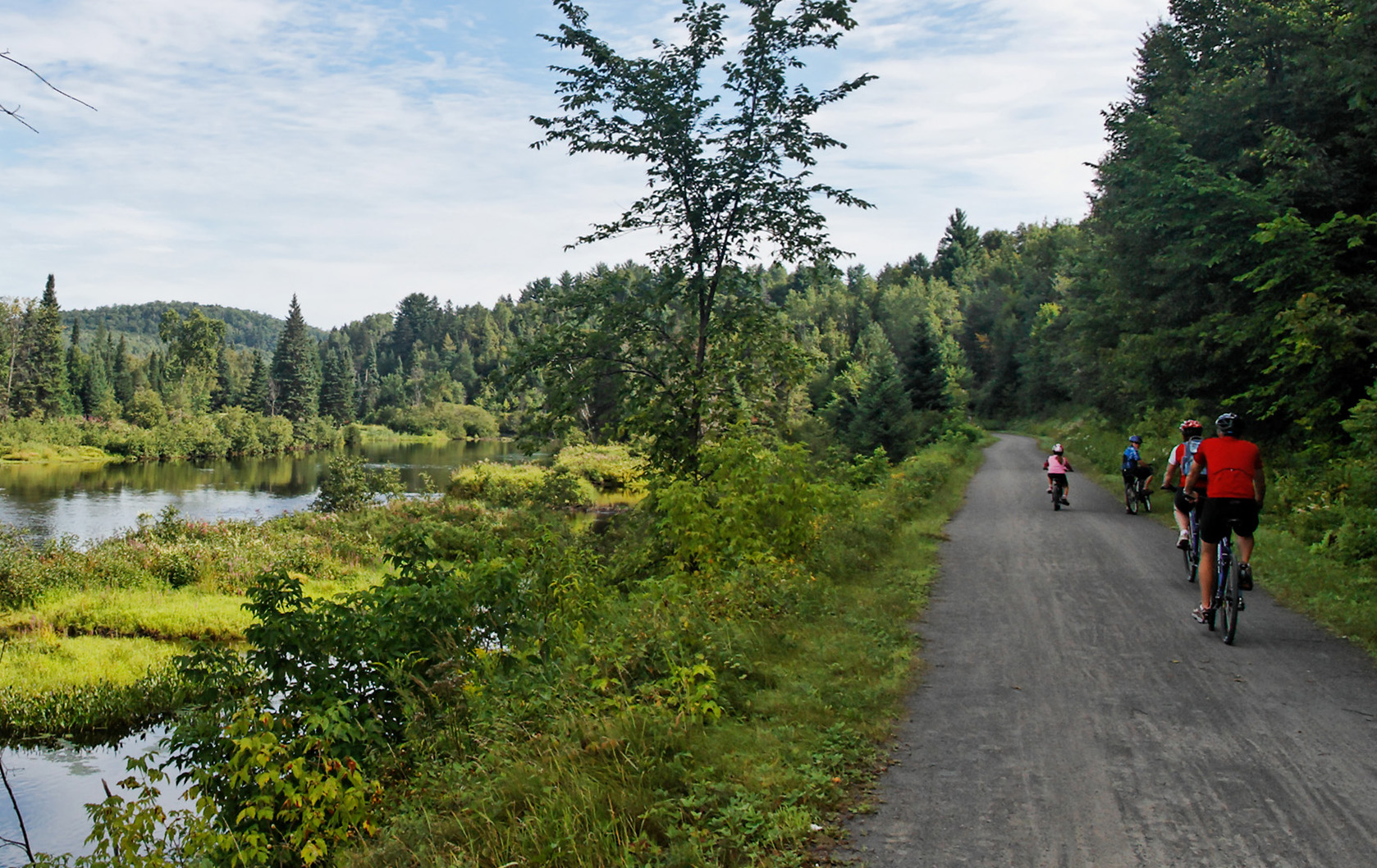
Plusieurs pistes cyclables sont créées dans les années 1980 et 1990.

Le premier choc pétrolier et les changements culturels des années 1970 entraînent un « bike boom ». La Fédération cyclotouriste provinciale, renommée plus tard Vélo Québec, voit le jour en 1967. Au cyclotourisme s'ajoutent progressivement les enjeux liés au cyclisme en tant que moyen de transport. En 1977, le gouvernement du Québec publie La bicyclette, un moyen de transport. Sur le plan sportif, des compétitions régionales voient le jour comme le Tour de l'Abitibi (1969) ou le Tour de Beauce (1986). Au niveau international, Montréal reçoit les championnats du monde de cyclisme sur route et sur piste en 1974 ainsi que les compétitions olympiques en 1976. De son côté, Bromont reçoit deux championnats du monde de VTT dans les années 1990.
Les années 1980 et 1990 verront la construction d'un grand nombre de pistes cyclables partout au Québec. À Montréal, l'Axe Nord-Sud est ouvert en 1985 et devient rapidement l'un des aménagements cyclables les plus achalandés du pays. C'est cette même année qu'est organisée la première édition du Tour de l'île de Montréal, événement populaire consacré aux cyclistes urbains. Le chantier de la Route verte s'amorce en 1995.

### Depuis 2000: hausse du cyclisme utilitaire et des pratiques sportives

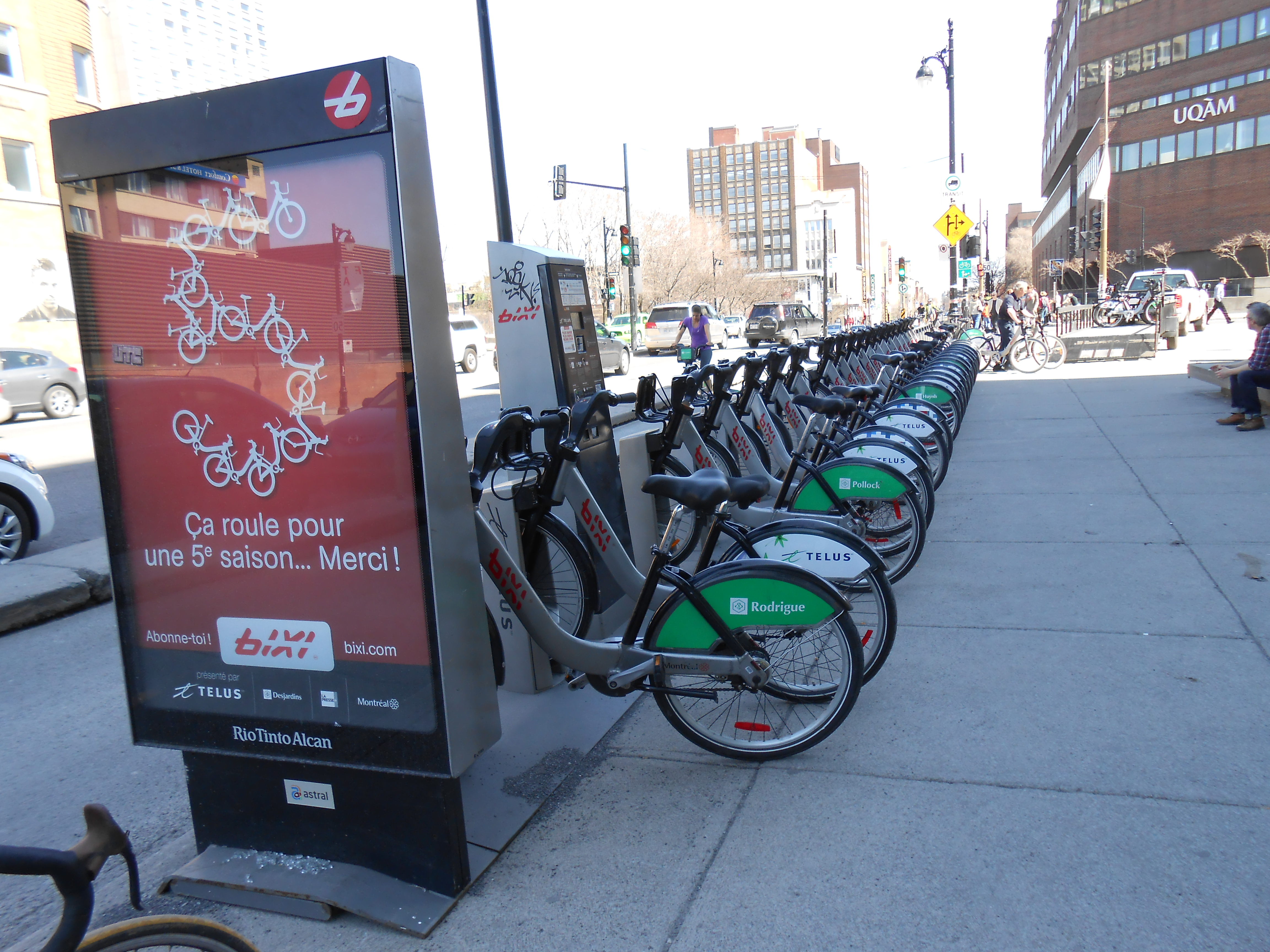
Vélos en libre-service à Montréal.

Toujours en développement, les réseaux cyclables urbains s'adaptent à la popularité du cyclisme utilitaire en prévoyant des aménagements cyclables lors d'ajout ou de rénovation d'infrastructures et en améliorant le déneigement pour permettre le cyclisme hivernal,. En 2009, la métropole québécoise est l'une des premières villes nord-américaines à mettre en place un réseau de vélos en libre-service, le réseau BIXI.
Les Grands Prix cyclistes de Québec et de Montréal voient le jour en 2010 en tant qu'épreuves du World Tour de l'Union cycliste internationale, chaque année en septembre. Le Grand défi Pierre Lavoie, lequel inclut un marathon cycliste, devient un événement panquébécois majeur dans les années 2010 en faisant la promotion des saines habitudes de vie.
Le vélo de montagne est aussi en forte progression depuis plusieurs années au Québec. Vélo Québec estime ses adeptes à 1,1 million en 2020, en augmentation de 480 000 depuis 2015. L'achalandage et le nombre de sentiers et de véloparcs (aires de jeux complémentaires incluant les pumptracks) sont en hausse record durant la même période.

## Infrastructures

### Cyclisme sur route

#### Niveau provincial

Écusson de la Route verte.

La Route verte est le réseau cyclable national du Québec. Elle regroupant 7 grandes véloroutes. Elle est promue et planifiée par l'organisme Vélo Québec et réalisée en partenariat avec le gouvernement du Québec et des partenaires locaux. Totalisant environ 5 300 kilomètres, les routes vertes permettent de relier en vélo la plupart des régions et grandes villes du Québec. Elles sont axées sur le cyclotourisme. Elles permettent d'accéder à 7 parcs nationaux du Québec et plusieurs établissements d'hébergement et campings certifiés « Bienvenue cyclistes! » se trouvent sur les parcours. Les segments urbains empruntent les réseaux cyclables municipaux tandis que les segments ruraux sont principalement des accotements asphaltés sur des routes provinciales ou parfois des pistes en site propre (ex. : d'anciens parcours de chemin de fer).

#### Niveau régional
Souvent intégrés à la Route verte, les aménagements cyclables régionaux sont des itinéraires situés en milieu rural ou permettant de relier plusieurs municipalités voisines. Ils sont la plupart du temps gérés par des organismes sans but lucratif ou par des municipalités régionales de comté. Ils portent fréquemment les noms de : véloroute, cycloroute, route, sentier, parc linéaire ou simplement piste cyclable. Parmi les plus connus, on retrouve la véloroute des Bleuets, permettant de faire le tour du lac Saint-Jean, ou bien le parc linéaire Le P'tit Train du Nord, un long itinéraire cyclable dans les Laurentides. L’Association des réseaux cyclables du Québec regroupe une bonne partie de ces aménagements.

#### Niveau municipal

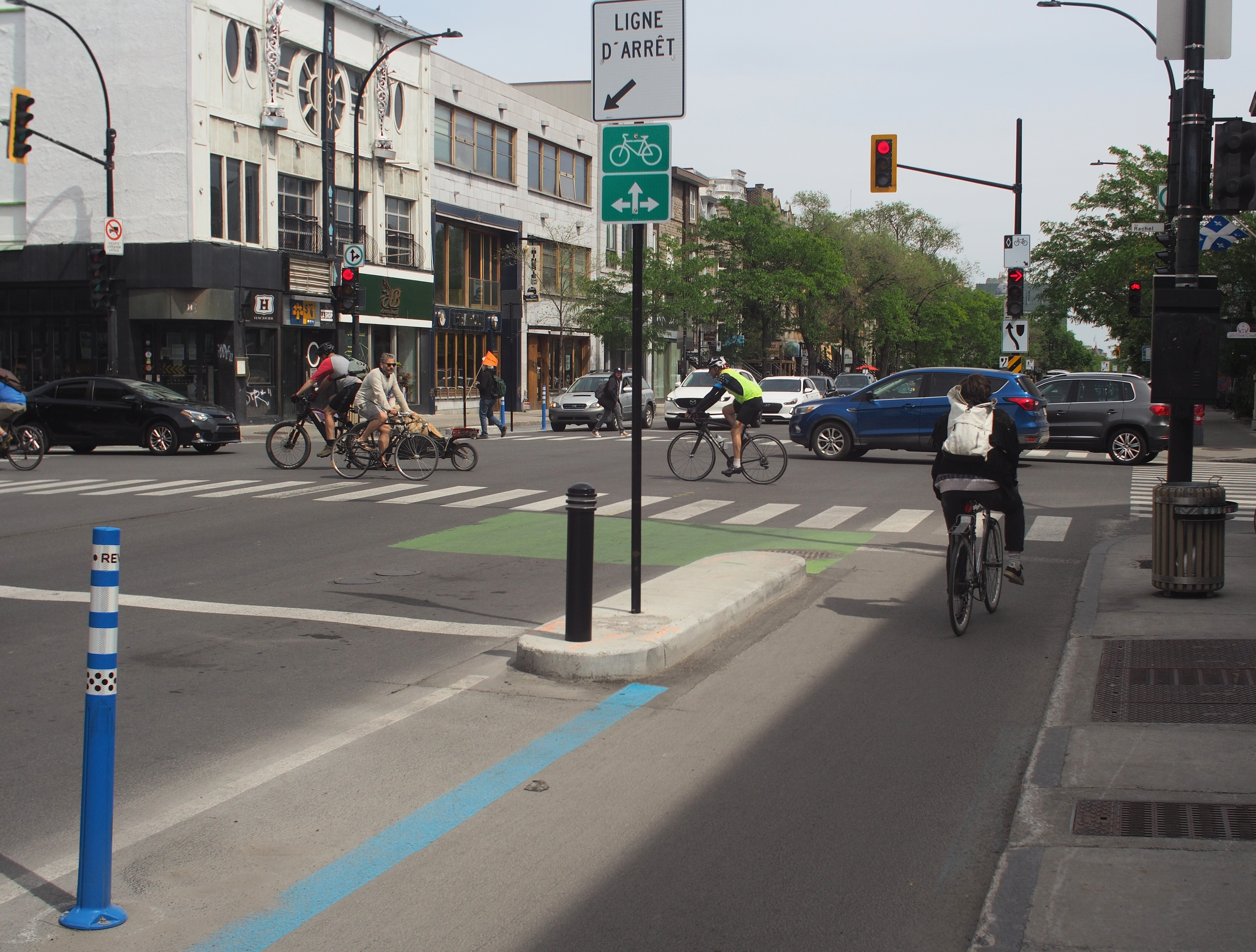
Réseau express vélo de Montréal

- Réseau cyclable de Montréal : parmi les plus développés en Amérique du Nord, le réseau montréalais, en 2020, comptait 1 001 kilomètres dont 630 sont entretenus durant l'hiver. Sa flotte de vélos en libre-service était de 9 175. Le nombre de cyclistes est estimé à 1,1 million, soit 57% de sa population adulte. En moyenne, les Montréalais feraient 4,1 heures de vélo par semaine[15].
- Réseau cyclable de Québec : axé d'abord sur la pratique récréative, mais de plus en plus aussi pour les déplacements utilitaires, le nombre de cyclistes est estimé à 275 000, soit 53% de sa population adulte[16]. Ses vélos en libre-service sont entièrement électriques en raison de la topographie de la ville[17]. En moyenne, les habitants de la capitale québécoise feraient 2,4 heures de vélo par semaine[16].

### Vélodromes
Il existe actuellement un seul vélodrome au Québec. Situé à Bromont, le vélodrome Sylvan Adams a ouvert ses portes en tant que vélodrome extérieur en 1998. Actuellement en travaux, il sera couvert à partir d'octobre 2022.
Parmi ceux disparus, plusieurs se trouvaient à Montréal : le vélodrome de Queen's Park (1898-1902), le vélodrome du parc Jarry (1929-), le vélodrome métropolitain (1955-) et le vélodrome olympique (1976-1989). Ailleurs au Québec, quelques pistes ont existé sur des périodes plus ou moins courtes : Terrebonne (1899), Shawinigan (1947-1948), Saint-Augustin-de-Desmaures (2001-2007).

### Pistes de BMX
Selon le recensement de 2019 de la Fédération québécoise des sports cyclistes, le Québec compterait une soixantaine de pistes consacrées à la pratique du BMX. La majorité se trouve en Montérégie, en Estrie, dans les Laurentides et dans la Capitale-Nationale.

### Sentiers de vélo de montagne
Le « Répertoire des sentiers de vélo de montagne et de fatbike » de Vélo Québec estime à 160 le nombre de sites pour pratiquer ces disciplines :
- Vélo de montagne : 2 500 km de sentiers ;
- Fatbike : 1 500 km de sentiers.

Les « véloparcs » (regroupant les pumptracks, les pistes de dirt jump et de slopestyle) sont de plus en plus populaires au Québec.

## Compétition

### Cyclisme sur route

#### Compétitions de cyclisme sur route
- Grand Prix cycliste de Montréal (depuis 2010)
- Grand Prix cycliste de Québec (depuis 2010)
- Grand Prix cycliste de Gatineau (depuis 2010)
- Tour de l'Abitibi (depuis 1969)
- Tour de Beauce (depuis 1986)

#### Anciennes compétitions de cyclisme sur route
- Classique Montréal-Québec Louis Garneau
- Coupe du monde cycliste féminine de Montréal (1998-2009)
- Grand Prix cycliste de Saguenay (2008-2020)
- Six Jours de Montréal (1929-1942, 1963-1980)
- Six Jours de Québec (1964-1966)
- Tour du Grand Montréal (2002-2009)

#### Coureurs cyclistes québécois
Pierre Gachon est le premier Québécois à prendre part au Tour de France en 1937. Il faut attendre 2013 avant que David Veilleux lui succède comme second participant. Le Tour de France 2022 représente toutefois une évolution majeure puisque 3 Québécois participent à cette édition : Hugo Houle, Antoine Duchesne et Guillaume Boivin.

## Institutions

### Organismes
- Vélo Québec : fondé en 1967 sous l'appellation « Fédération cyclotouriste provinciale », l'organisme fait la promotion du vélo comme loisir et comme moyen de transport. Il produit des statistiques, organise des événements, fait de la sensibilisation et de la formation.
- Fédération québécoise des sports cyclistes : fondée en 1960 sous l'appellation « Union cycliste du Québec », elle régit la pratique et fait la promotion des différents sports cyclistes. Entre autres, elle homologue les parcours, planifie les compétitions et fait la formation des commissaires et entraîneurs. Parmi les clubs qui y sont affiliés, en date du 1er juin 2021[26] :
  - 45 clubs de vélo de montagne
  - 59 clubs de cyclisme sur route
  - 27 clubs de cyclo-cross
  - 19 clubs de BMX
  - 18 clubs de cyclisme pour tous
  - 2 clubs de paracyclisme

### Médias
- Vélo Mag

### Événements
- Festival Go vélo Montréal : il englobe le Tour de l'île de Montréal, le Tour la Nuit et le Défi métropolitain.

## Cyclisme hivernal

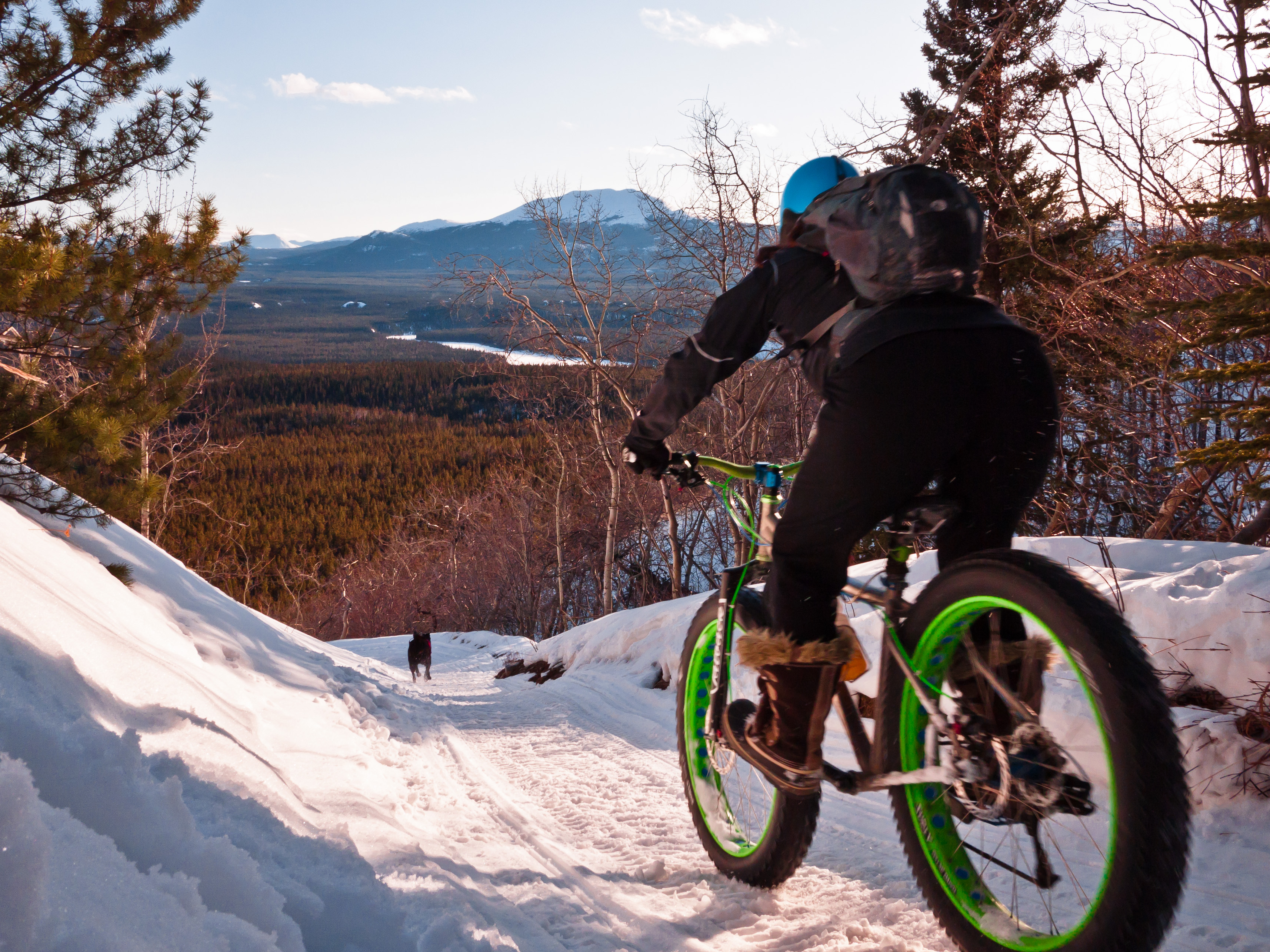
Le cyclisme hivernal est de plus en plus populaire au Québec.

Alors que le climat du Québec est tout à fait favorable au cyclisme extérieur du printemps à l'automne, l'hiver québécois a longtemps été un obstacle majeur. Le cyclisme hivernal est toutefois en progression depuis plus d'une décennie. En 2020, le nombre de cyclistes hivernaux est estimé à 190 000 alors qu'ils sont 3,3 millions entre mai et septembre. À Montréal, le taux de rétention des cyclistes durant l'hiver est passé de 8,4% en 2016-2017 à 13,6% en 2020-2021. En 2017, la ville reçoit la 5e édition du Winter Cycling Congress.
Le fatbike s'est également implanté avec succès au Québec dans les années 2010. En 2020, on comptait 1 300 km de sentiers sur neige répartis dans 95 centres, soit trois fois plus de kilomètres et deux fois plus de centres qu'en 2015.